# Ulica Rajców w Warszawie
Ulica Rajców – ulica warszawskiego Nowego Miasta, biegnąca od ul. Burmistrzowskiej do ul. Wójtowskiej.

## Historia
Mająca ok. 110 metrów długości ul. Rajców została wytyczona ok. 1955. Nazwa ulicy pochodzi od tytułu urzędników rady miejskiej, utworzonej w XIV w. dla Starej Warszawy i osobno na początku XV w. dla Nowej.
Po obu stronach ulicy ciągnie się szeregowa zabudowa jednorodzinna z lat 70., która powstała w ramach spółdzielni mieszkaniowej, której członkami byli m.in. gen. bryg. Władysław Hermaszewski i płk Ryszard Kukliński (do 1981 mieszkał pod numerem 11).
Pod numerem 10, w willi zaprojektowanej przez Zygmunta Stępińskiego (znanej jako „Ochabówka”), znajduje się siedziba Pol-Mot Holding. W 1971 roku budynek ten pojawił się w filmie komediowym pt. Poszukiwany, poszukiwana.